# Barco e Coutada
Barco e Coutada (llamada oficialmente União das Freguesias de Barco e Coutada) es una freguesia portuguesa del municipio de Covilhã, distrito de Castelo Branco.

## Historia
Fue creada el 28 de enero de 2013 en aplicación de una resolución de la Asamblea de la República de Portugal promulgada el 16 de enero de 2013 con la unión de las freguesias de Barco y Coutada, pasando su sede a estar situada en la antigua freguesia de Barco.

## Demografía
| Gráfica de evolución demográfica de Barco e Coutada entre 2011 y 2021 |
|                                                                       |
| Datos según el nomenclátor publicado por el INE portugués.            |